# Zorzines semililacina
Zorzines semililacina là một loài bướm đêm trong họ Noctuidae.